# Paz Vizsla
Paz Vizsla es un personaje ficticio de la franquicia Star Wars. Apareció por primera vez en la primera temporada de la serie de televisión de Disney+ The Mandalorian como miembro de una tribu de guerreros mandalorianos al servicio de La Armera, al igual que el personaje principal, con quien Vizsla inicialmente choca pero luego ayuda a repeler a un remanente del Imperio Galáctico. Los dos tendrían otro altercado en la serie derivada The Book of Boba Fett sobre la propiedad del Darksaber, un sable de luz legendario forjado por el antepasado de Paz, Tarre Vizsla. Luego regresaría en la tercera temporada de The Mandalorian, en la que muere protegiendo a Bo-Katan Kryze durante la recuperación de Mandalore.
Envuelto en una armadura Beskar físicamente imponente, Paz Vizsla es un guerrero de infantería pesada que usa un gran blaster parecido a una ametralladora, así como un jet pack. Interpretado físicamente por Tait Fletcher, un doble y ex artista marcial mixto, el personaje fue interpretado en voz por Jon Favreau, el creador y showrunner de The Mandalorian; Favreau prestó su voz a Pre Vizsla, otro miembro de la Casa Vizsla, en la serie de televisión animada por computadora Star Wars: The Clone Wars. En el universo, Vizsla es el nombre de uno de los clanes mandalorianos más grandes.
Paz Vizsla ha recibido una respuesta positiva de los fanáticos y críticos. Se han producido y vendido figuras de acción y otros productos del personaje. El nombre del personaje inicialmente se escribió mal como Paz Vizla en la pantalla y en los materiales de marketing de la primera temporada de The Mandalorian, antes de corregirse para la reaparición del personaje en The Book of Boba Fett.

## Apariciones
Paz Vizsla es miembro de los Niños de la Guardia, un enclave secreto de guerreros mandalorianos en el planeta Nevarro liderados por la Armera, durante los eventos de la primera temporada de The Mandalorian. Los Mandalorianos se esconden después de haber sufrido la persecución del Imperio Galáctico, a través de una "Gran Purga" y aunque el Imperio ha sido derrotado y perdido su poder en este momento, la tribu aún no ha recuperado su estado anterior. Vizsla es un guerrero de infantería pesada que usa un gran blaster parecido a una ametralladora, así como un jet pack. Aparece por primera vez en el episodio "Capítulo 3: El Pecado". Cuando el personaje principal del programa, un cazarrecompensas llamado Din Djarin, le lleva acero Beskar a la Armera para que ella le forje una nueva armadura, Vizsla observa que el acero lo proporcionó un remanente del Imperio como pago por cumplir su misión. Vizsla critica a Djarin por colaborar con los imperiales, y los dos tienen una breve pelea con cuchillos que es interrumpida por la Armera, recordándoles que el Imperio ya no existe y que es bueno que el beskar haya sido devuelto a la tribu. Más adelante en el episodio, cuando Djarin es atacado por varios cazarrecompensas después de que rescató a un niño extraterrestre de un remanente imperial, Vizsla y varios guerreros mandalorianos emergen para ayudarlo. Como resultado de revelar su presencia, la tribu mandaloriana luego es destruida por los imperiales, aunque la Armera señala que algunos de ellos lograron escapar del planeta. Una pila de cascos pertenecientes a los guerreros asesinados se muestra en el final de temporada "Capítulo 8: Redención", y los fanáticos notaron que el casco de Vizsla no estaba entre ellos, lo que sugiere su posible supervivencia.
La supervivencia de Paz Vizsla se confirma en el episodio "Capítulo 5: El regreso del mandaloriano" de la serie derivada El libro de Boba Fett, donde él y la Armera se han mudado a un nuevo enclave debajo de la enorme ciudad de la estación espacial de Glavis. Djarin se reúne con ellos en el nuevo refugio y les presenta el Darksaber, un antiguo sable de luz mandaloriano que otorga a su portador el derecho a reclamar el dominio sobre Mandalore, que ganó en combate contra Moff Gideon. Vizsla declara que el sable oscuro es su derecho de nacimiento, ya que fue creado por su antepasado, el Jedi mandaloriano Tarre Vizsla, y desafía a Djarin a un duelo. Aunque Paz pierde, denuncia a Djarin como apóstata al enterarse de que anteriormente rompió el Credo Mandaloriano al quitarse el casco. La Armera decreta su expulsión del grupo con la aceptación de Vizsla, pero permite que Djarin conserve su armadura y se lleve el sable oscuro con él.
Vizsla regresa en el primer episodio de la tercera temporada de The Mandalorian "Capítulo 17: El apóstata", asistiendo a la iniciación de su hijo Ragnar como mandaloriano en un nuevo planeta encubierto donde se ha mudado su enclave. En el "Capítulo 19: El converso", es testigo de la inducción de Bo-Katan Kryze a su enclave y la redención de Din Djarin por romper el Credo. En el "Capítulo 20: El expósito", Paz supervisa el entrenamiento de jóvenes iniciados cuando Ragnar es secuestrado por una criatura parecida a un pterodáctilo. Paz y Djarin persiguen a la bestia en sus mochilas propulsoras solo para quedarse sin combustible. Bo-Katan puede rastrear a la criatura y reúne a un grupo de rescate, al que Paz se une y le otorga el papel de líder del escuadrón. Paz es capturado por la criatura en su nido, pero Kryze lo rescata mientras Djarin rescata a Ragnar. En el "Capítulo 21: El pirata", cuando Djarin le pide a la tribu apoyo para recuperar Nevarro ocupado por piratas, Viszla muestra su apoyo para cumplir su misión dejando de lado las diferencias que tuvieron con Greef Karga alguna vez. En el "Capítulo 23: Los espías", las tribus Búhos Nocturnos y los Niños de la Guardia se unen para recuperar Mandalore, lo que les obliga a viajar a la Gran Forja junto con los supervivientes de la purga del planeta. Sin embargo, el grupo es emboscado por las fuerzas de Moff Gideon y posteriormente quedan atrapados. Para permitir que los demás escapen, Paz permanece para mantener a raya a los Dark Troppers, donde finalmente es asesinado por la Guardia Pretoriana.

## Caracterización
Paz Vizsla es físicamente imponente, mostrando una gran altura y una fuerza tremenda. Duro y agresivo, es bueno en una pelea, como se ve por su eficiencia para atacar y repeler a múltiples cazarrecompensas durante la escena culminante en "Capítulo 3: El pecado". Vizsla tiene una personalidad segura y es más franco que la mayoría de los otros mandalorianos de su tribu; Scott Snowden de Space.com lo llamó "el mandaloriano alfa en la habitación". Desprecia al Imperio Galáctico debido a su persecución del pueblo mandaloriano. Su odio por el Imperio es tan profundo que se opone a cualquier colaboración o asociación con ellos. Esto lo distingue del personaje principal del programa, quien acepta a regañadientes una asignación de cazarrecompensas de Imperiales, una decisión que finalmente conduce a una breve escaramuza física entre él y Vizsla.
Sin embargo, Vizsla tiene un respeto tanto por su tribu como por la cultura mandaloriana que supera sus sentimientos de disgusto hacia el Imperio. Él renuncia voluntariamente a su confrontación con Din Djarin cuando el líder de la tribu, la Armera, les recuerda el código moral y la forma de ser del pueblo mandaloriano. A pesar de sus diferencias, Vizsla y Djarin muestran respeto mutuo. Esto se demuestra cuando Vizsla pone en riesgo su propia seguridad y la de su tribu para ayudar a Djarin al final del "Capítulo 3: El pecado". Cuando Djarin señala que esto pondría en peligro el santuario del enclave de la tribu, Vizsla responde con el credo del clan: "This is the Way" (Este es el camino en España y El Camino así es, en Hispanoamérica). Snowden llamó a esto "un verdadero nudo en la garganta ya que los camaradas del Mandaloriano han sacrificado todo para ayudar al cazarrecompensas a hacer lo correcto". Din Djarin luego le devuelve el favor en el "Capítulo 20: El huérfano", en el que ayuda a Vizsla a rescatar a su hijo de una criatura voladora.

## Representación

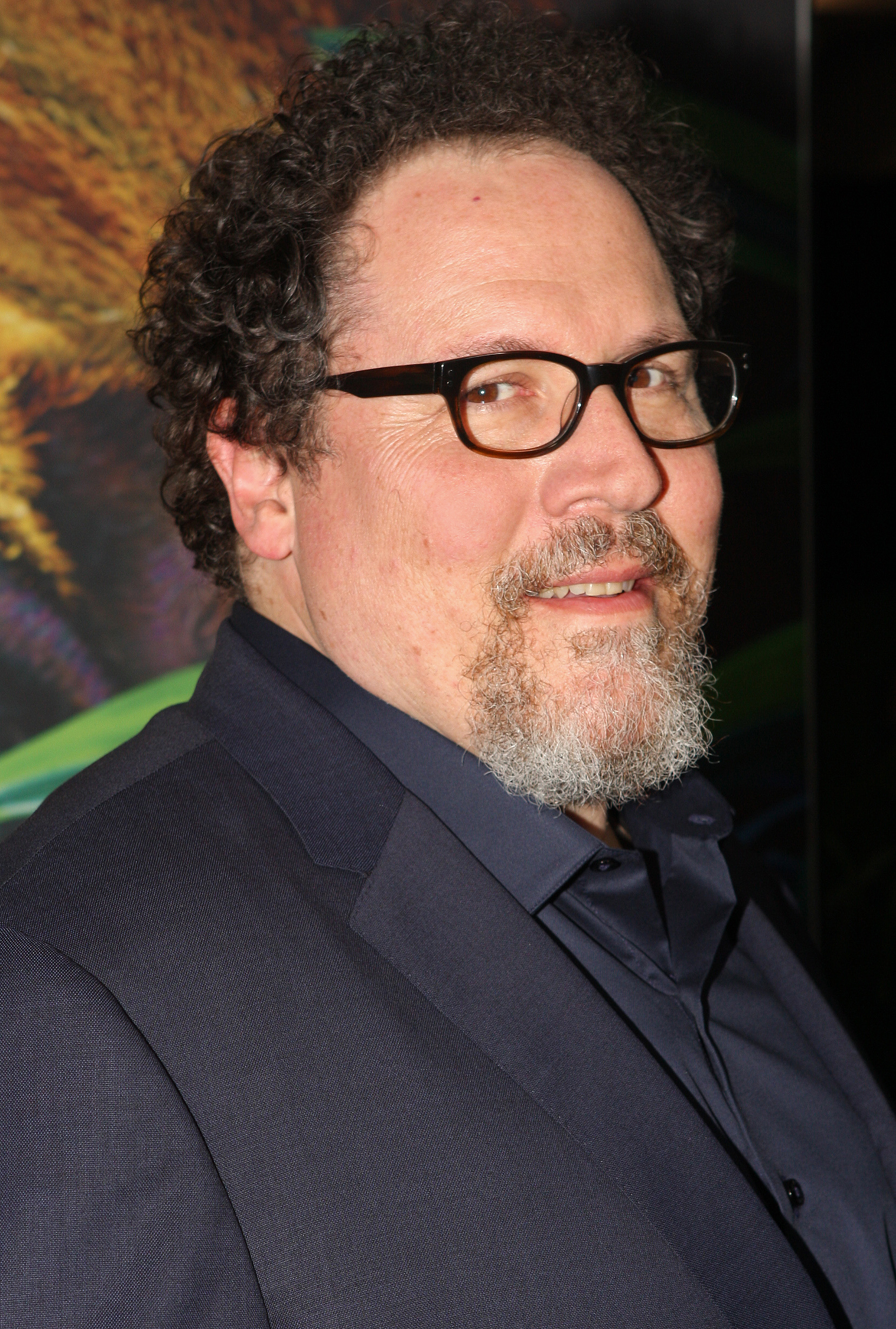
Jon Favreau, intérprete de voz de Paz Vizsla.

Para la primera y tercera temporada de The Mandalorian y en The Book of Boba Fett, Jon Favreau, el creador y showrunner del programa, interpretó en voz a Paz Vizsla. Favreau prestó su voz a otro miembro de la Casa Vizsla, el señor de la guerra mandaloriano Pre Vizsla, en la serie de televisión animada por computadora Star Wars: The Clone Wars. En el universo, Vizsla es el nombre de uno de los clanes mandalorianos más grandes.
Paz Vizsla es retratada físicamente por Tait Fletcher, un doble y ex artista marcial mixto, cuyo rostro permanece oculto por el casco de Vizsla. Fletcher también apareció en el estreno de la serie "Capítulo 1: El Mandaloriano", en el que interpretó a un hombre sin nombre que se pelea en un bar con el Mandaloriano. Ese fue el papel que Fletcher aceptó inicialmente cuando se unió a The Mandalorian, y no supo que también interpretaría a Paz Vizsla hasta más tarde. Describió a Vizsla como "un personaje estimulante que realmente expone la ferocidad y la dignidad con las que defendemos el Código de los mandalorianos".
A pesar de que nunca se mencionó su nombre en el "Capítulo 3: El pecado", el personaje fue identificado como "Paz Vizla" en los créditos finales. Posteriormente fue rebautizado como "Paz Vizsla" (el apellido anterior confirmado como un error tipográfico) en la mercancía y por su reaparición en El Libro de Boba Fett.

## Recepción de la crítica
Paz Vizsla ha recibido una respuesta positiva de los fanáticos y críticos. El escritor de Inverse Jake Kleinman lo llamó un "personaje favorito de los fanáticos" que "causó un gran revuelo" a pesar de su tiempo de pantalla relativamente breve, describiendo particularmente su saludo al Mandaloriano como un momento "icónico". Bayani Miguel Acebedo de Epicstream lo describió como "sin duda uno de los Mandos más memorables del programa". James Whitbrook de Gizmodo lo llamó un "personaje rudo" y un "héroe anónimo" de la serie que "se ve genial". El escritor de Niner Times, Noah Howell, calificó al personaje como "simplemente el mejor", y elogió particularmente la escena en la que Vizsla y los otros mandalorianos rescatan al protagonista al final del "Capítulo 3: El pecado". Un titular para una historia de /Film de Ethan Anderton lo describió como un "nuevo e increíble personaje de The Mandalorian que no es Baby Yoda". Christopher Marc de HN Entertainment llamó a Vizsla un "nuevo personaje interesante" que espera volver a ver. Scott Snowden de Space.com dijo que "parece el producto de un matrimonio entre Boba Fett y War Machine".

## Mercancías
Hot Toys ha lanzado una figura de acción de Paz Vizsla, aunque solo se identifica como "Infantería pesada mandaloriana". la cifra es 12,5 in (32 cm) de altura, más alto que la mayoría de las figuritas de Star Wars Hot Toys debido al tamaño más grande del personaje, e incluye accesorios tales como un blaster minigun, manos alternativas, un cuchillo, una base temática para posar sobre él y piezas de efectos especiales para su mochila propulsora para simular explosiones de cohetes. Además, el 31 de diciembre de 2019 se anunció una figura Funko Pop de Paz Vizsla. Hasbro también lanzó una figura de acción de Paz Vizsla de 6 in (15 cm) como parte de la línea de juguetes Star Wars: The Black Series de la compañía.